# Salpinga monostachya
Salpinga monostachya är en tvåhjärtbladig växtart som beskrevs av Henri François Pittier. Salpinga monostachya ingår i släktet Salpinga och familjen Melastomataceae. Inga underarter finns listade i Catalogue of Life.